# Popular Mechanics
Popular Mechanics är en amerikansk populärvetenskaplig tidskrift vars första nummer publicerades den 11 januari 1902 av H. H. Windsor, och som sedan 1958 ägs av Hearst Corporation. Det har funnits ett flertal internationella utgåvor av tidskriften – förutom en svensk, bland annat en latinamerikansk och en sydafrikansk.
Sedan december 2008 finns alla nummer från åren 1905–2005 fritt sök- och läsbara via Google Books.